# Кинотеатр имени Н. А. Щорса (Чернигов)
Кинотеатр имени Н. А. Щорса — памятник архитектуры местного значения в Чернигове. До февраля 2022 года в здании размещается Черниговский областной молодёжный центр.
27 февраля 2022 года здание было повреждено (частично разрушено) в ходе вторжения России на Украину.

## История
Здание кинотеатра было построено в 1939 году. На момент открытия он был наилучше оборудованным кинотеатром и стал третьим в городе («Первый советский кинотеатр», «Комсомолец»). Во время Великой Отечественной войны дом был разрушен. Здание было вновь отстроено в 1947 году.
С 17 по 25 ноября 1947 года в здании кинотеатра прошел открытый судебный процесс в отношении немецких и венгерских военнопленных, совершивших военные преступления.
В 1962 году здание было реконструировано: добавились «красный» и «круглый» залы. Кинотеатр на конец 1980-х годов имел четыре зрительских зала: «красный» — на 560, «синий» — на 450, «круглый» — на 100 мест и в теплое время года — «Летний зал» на 250 мест. Здание кинотеатра было местом проведения концертов духового оркестра и вечерних танцев. В послевоенные годы и вплоть до 1971 года — открытие кинотеатра «Октябрь» на улице Гагарина — был единственным кинотеатром Чернигова.
В 1993 году полностью сгорел «синий зал», в 1995 году здание было вновь реконструировано.
В 2017 году кинотеатр был закрыт. Сейчас в здании размещается Черниговский областной молодёжный центр.

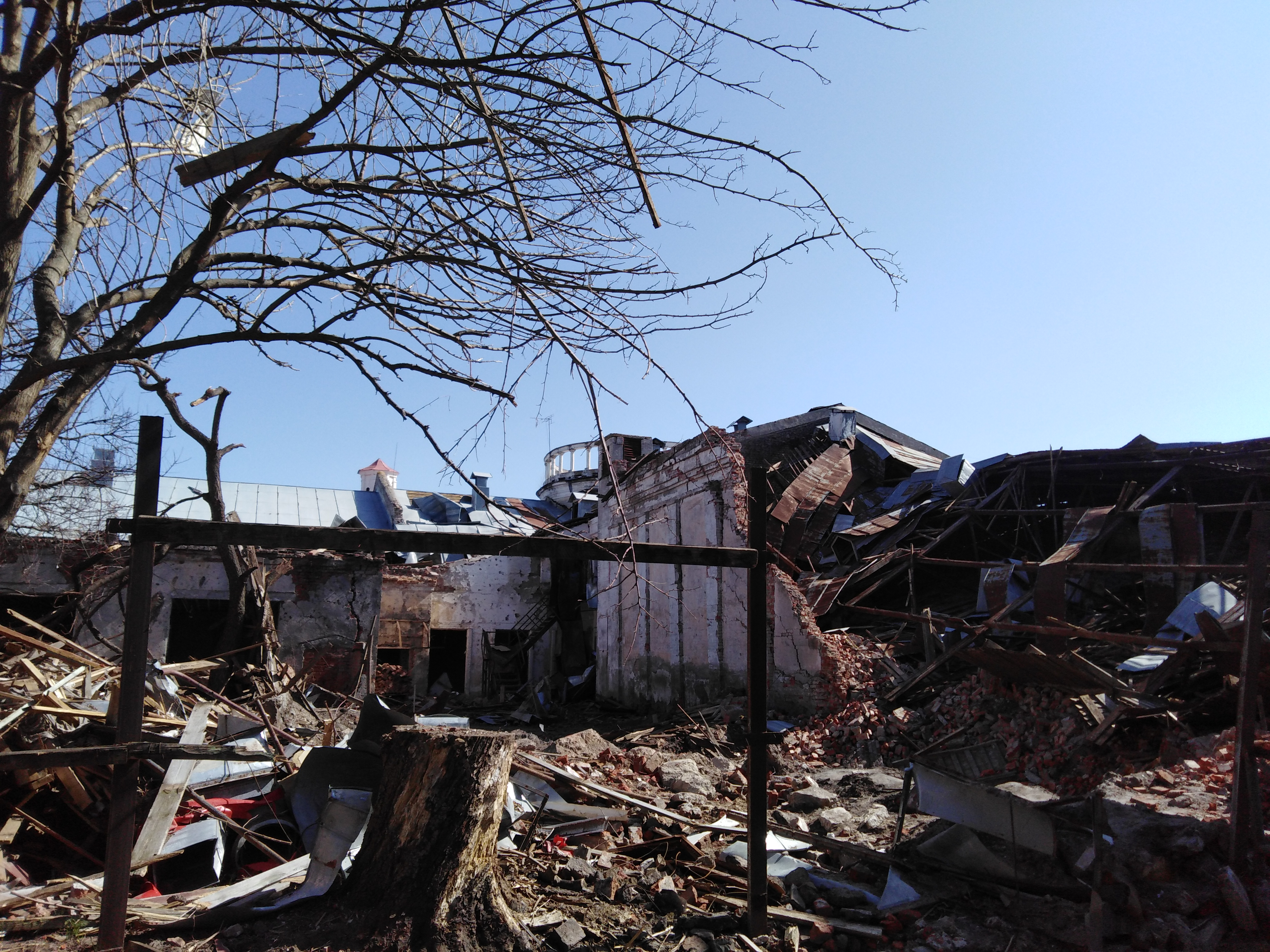
После российского авиаудара. Вид с внутреннего двора.

27 февраля 2022 года здание было сильно повреждено (часть разрушена) в ходе вторжения России на Украину — в результате авиаудара по зданию Черниговского городского совета (Здание государственного банка). Кроме того в разной степени были повреждены дома улицы Кирпоноса — дом № 20А (Черниговская детская стоматологическая поликлиника — Дом, где жил писатель Г. И. Успенский) и 9-этажный жилой дом № 18.

## Охранный статус
Решением исполкома Черниговского областного совета народных депутатов от 09.02.1996 № 91 присвоен статус памятник архитектуры местного значения с охранным № 76-Чг под названием Дом кинотеатра имени Н. А. Щорса.
Здание имеет собственную «территорию памятника» и расположено в «комплексной охранной зоне памятников исторического центра города», согласно правилам застройки и использования территории. На здании установлена информационная доска.

## Описание
Вместе с другими зданиями образовывает архитектурный ансамбль Красной площади.
Кирпичный, 2-этажный, Г-образный в плане дом. Фасад направлен на восток к Магистратской улице и Красной площади. Фасад со стороны входа имеет округлый угол. Ось симметрии главного фасада акцентирована 10-колонным портиком центрального входа. Портик увенчан аттикой. По центральной оси фасада над крышей возвышается цилиндрический объём. Фасад украшен пилястрами. Торцы здания завершаются фронтонами.